# Castello di Scarceta
Il castello di Scarceta, noto anche come castello del Pelagone, si trova nella parte meridionale del territorio comunale di Manciano, lungo la strada che conduce a Farnese, non lontano dal confine con la provincia di Viterbo. Rimangono alcuni ruderi di notevoli dimensioni, parzialmente nascosti dalla fitta vegetazione. Le strutture murarie presentano alcuni tratti in laterizio ed altri in pietra.

## Storia
Il complesso sorse agli inizi del Duecento come possedimento della famiglia Aldobrandeschi; alla fine del medesimo secolo la fortificazione fu ereditata dagli Orsini di Pitigliano.
Per cause sconosciute, il luogo venne abbandonato già nella prima metà del Quattrocento e, così, l'antico castello medievale è andato incontro ad un irreversibile periodo di degrado e abbandono.